# البهارات الأربعة
البهارات الرباعيه أو الاربع بهارات Quatre épices هو مزيج من التوابل يستخدم بشكل أساسي في المطبخ الفرنسي، ولكن يمكن العثور عليه أيضًا في بعض مطابخ الشرق الأوسط. اسمها فرنسي «لأربع توابل» ؛ يحتوي مزيج التوابل على الفلفل المطحون (الأبيض أو الأسود أو كليهما) والقرنفل وجوزة الطيب والزنجبيل المجفف. تستخدم بعض الاختلافات في المزيج البهارات أو القرفة بدلاً من الفلفل أو القرفة بدلاً من الزنجبيل.
عادةً ما يستخدم مزيج التوابل نسبة أكبر من الفلفل (عادة الفلفل الأبيض) من التوابل الأخرى، لكن بعض الوصفات تشير إلى استخدام أجزاء متساوية تقريبًا من كل توابل.
في الطبخ الفرنسي، يتم استخدامه عادةً في الحساء وفي طعام الباستا الفرنسيه والأطباق المطبوخة في وعاء، والمستحضرات النباتية وتشاركوتيري، مثل الفطيرة والنقانق واللحوم المخلطة.